# شیروان، سعرد

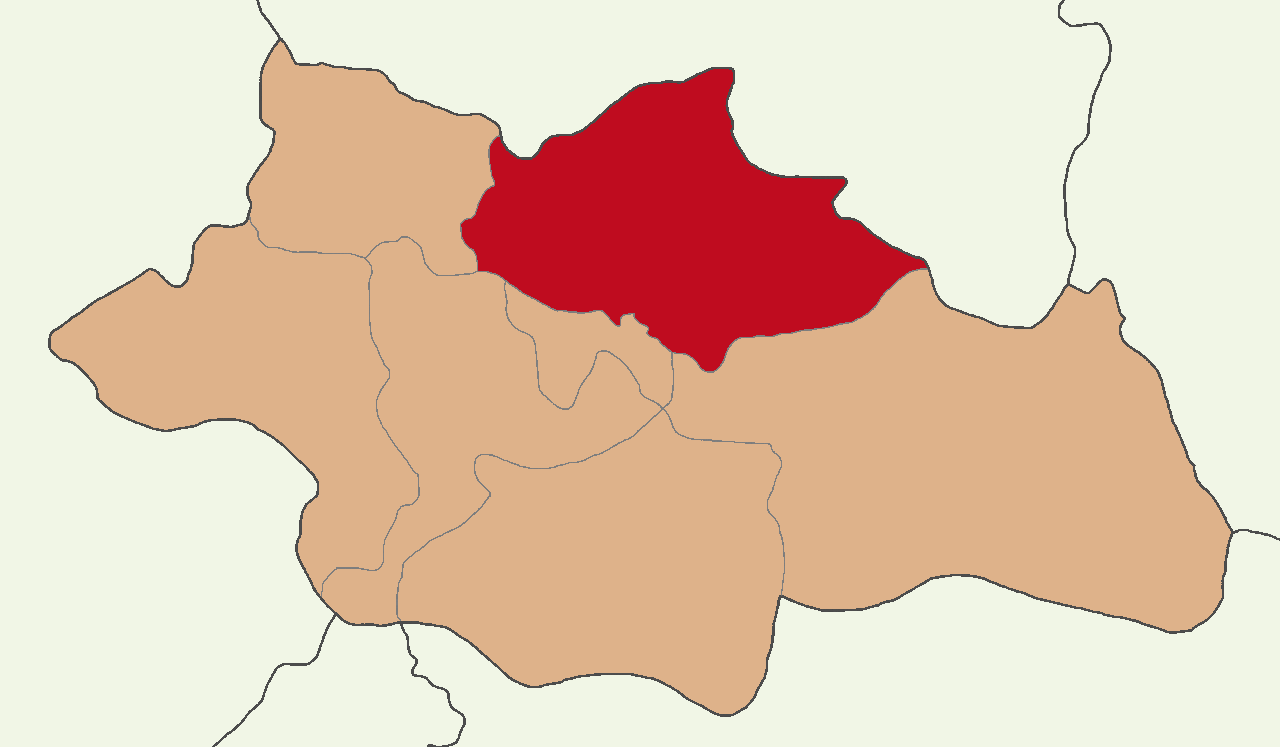
ایران هم یک منطقه با این نام دارد.

شیروان (به ترکی استانبولی: Şirvan) یک منطقهٔ مسکونی در ترکیه است که در استان سعرد واقع شده‌است.